# Ellem Läkemedel
Ellem Läkemedel är ett svenskt läkemedelsföretag med huvudkontor i Danderyd. Företaget marknadsför bland annat värktabletten Bamyl och emulsionen AfterBite mot insektsbett.
2008 förvärvades Ellem av Meda för 145 MSEK.